# Возвращение домой (фильм, 1984)
«Возвращение домой» (иер. трад. 似水流年, кант.-рус.: Чхи сёй лау нинь, буквально: «Годы утекают как вода», англ. Homecoming) — гонконгская драма 1984 года, снятая режиссёром Им Хоу по сценарию Хун Лёна. Главные роли исполнили Сыцинь Гаова и Джозефин Ку.
Картина получила 11 номинаций на 4-й Гонконгской кинопремии, при этом завоевав 6 главных наград в категориях: «Лучший фильм», «Лучшая режиссёрская работа», «Лучшая женская роль», «Лучший актёрский дебют», «Лучший сценарий» и «Лучшая работа художника».

## Сюжет
Чён Саньсань живёт в Гонконге. Она решает вернуться в свой родной городок, устав от шумной городской жизни, и встретиться со своими старыми подругами. Вместе они понимают, что некоторые ценные вещи в жизни, которые исчезают с годами, уже никогда не вернуть.

## В ролях
- Сыцинь Гаова[англ.] — Чань (Жемчужина)
- Джозефин Ку[англ.] — Чён Саньсань
- Се Вэйсюн — Хау Чхун
- Чау Вань — дядя Чун
- Цян Цзюньгао — дядя Чхиу
- Син Мали — учитель Вон
- Сюй Жуйпин — учитель Хёй
- Цэн Юй — сестра Тау
- Е Вэйчжэн — Кхён

## Премьера и сборы
Премьерный выпуск фильма в кинопрокате Гонконга состоялся 7 сентября 1984 года. К 28 сентября, спустя 22 дня показов, кассовые сборы «Возвращения домой» составили 4 556 416 гонконгских долларов.

## Награды и номинации
| Награды                    | Награды                    | Награды                                                                                  | Награды   |
| Кинопремия                 | Категория                  | Лауреат / претендент                                                                     | Результат |
| -------------------------- | -------------------------- | ---------------------------------------------------------------------------------------- | --------- |
| 4-я Гонконгская кинопремия | Лучший фильм               | Возвращение домой                                                                        | Победа    |
| 4-я Гонконгская кинопремия | Лучшая режиссёрская работа | Им Хоу                                                                                   | Победа    |
| 4-я Гонконгская кинопремия | Лучшая женская роль        | Джозефин Ку                                                                              | Номинация |
| 4-я Гонконгская кинопремия | Лучшая женская роль        | Сыцинь Гаова                                                                             | Победа    |
| 4-я Гонконгская кинопремия | Лучший актёрский дебют     | Джозефин Ку                                                                              | Победа    |
| 4-я Гонконгская кинопремия | Лучший сценарий            | Хун Лён                                                                                  | Победа    |
| 4-я Гонконгская кинопремия | Лучшая работа художника    | Уильям Чён Сукпхин                                                                       | Победа    |
| 4-я Гонконгская кинопремия | Лучшая операторская работа | Пхунь Хансан                                                                             | Номинация |
| 4-я Гонконгская кинопремия | Лучший монтаж              | Кинь Кинь                                                                                | Номинация |
| 4-я Гонконгская кинопремия | Лучшая музыка              | Китаро                                                                                   | Номинация |
| 4-я Гонконгская кинопремия | Лучшая песня               | «Годы утекают как вода» Композитор: Китаро • Текст: Чен Куоккон • Исполнитель: Анита Муй | Номинация |

Лента была включена в список ста лучших китайских кинолент по версии Гонконгской кинопремии, где разместилась на 23-м месте.